# Crannóg

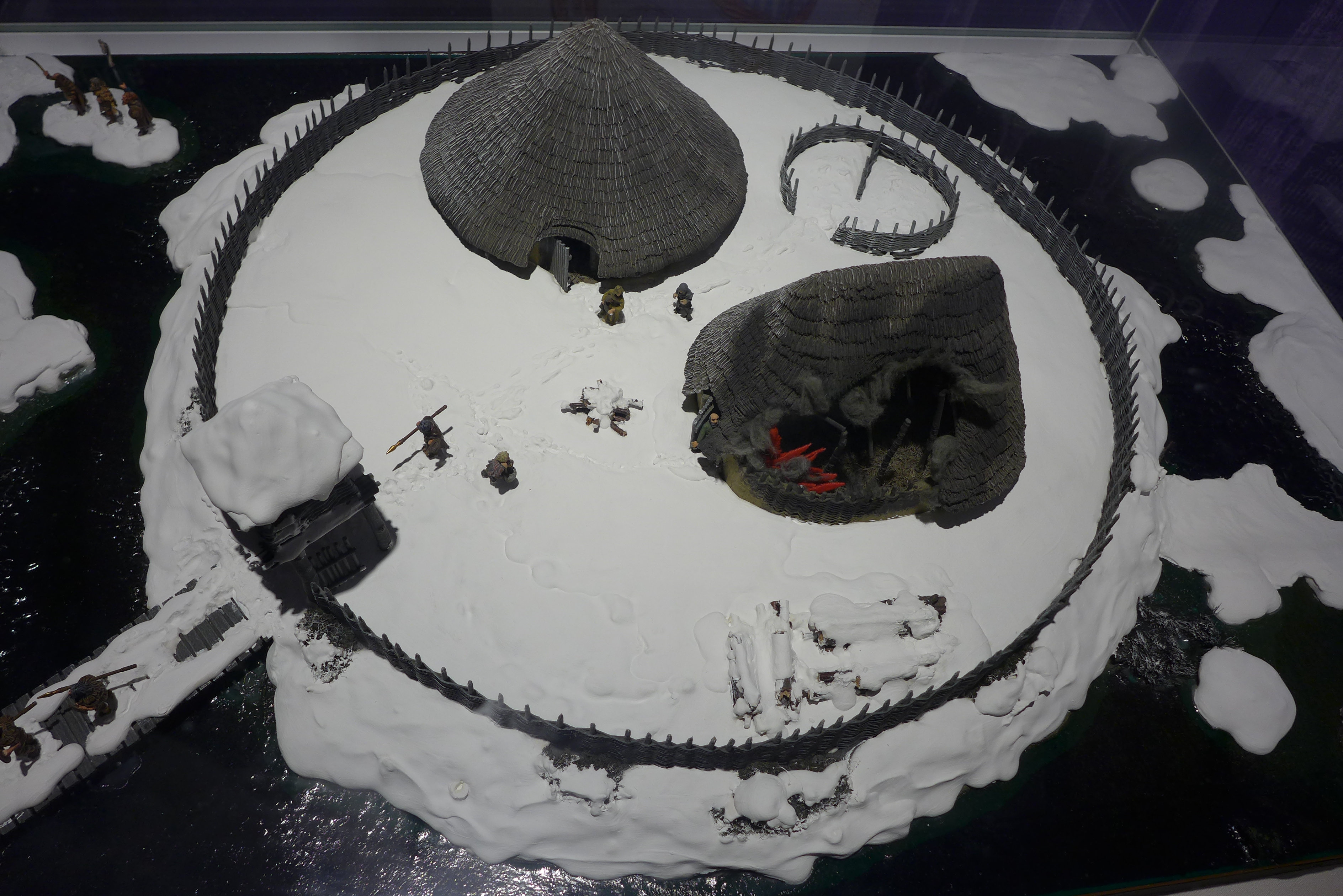
Modell eines Crannógs

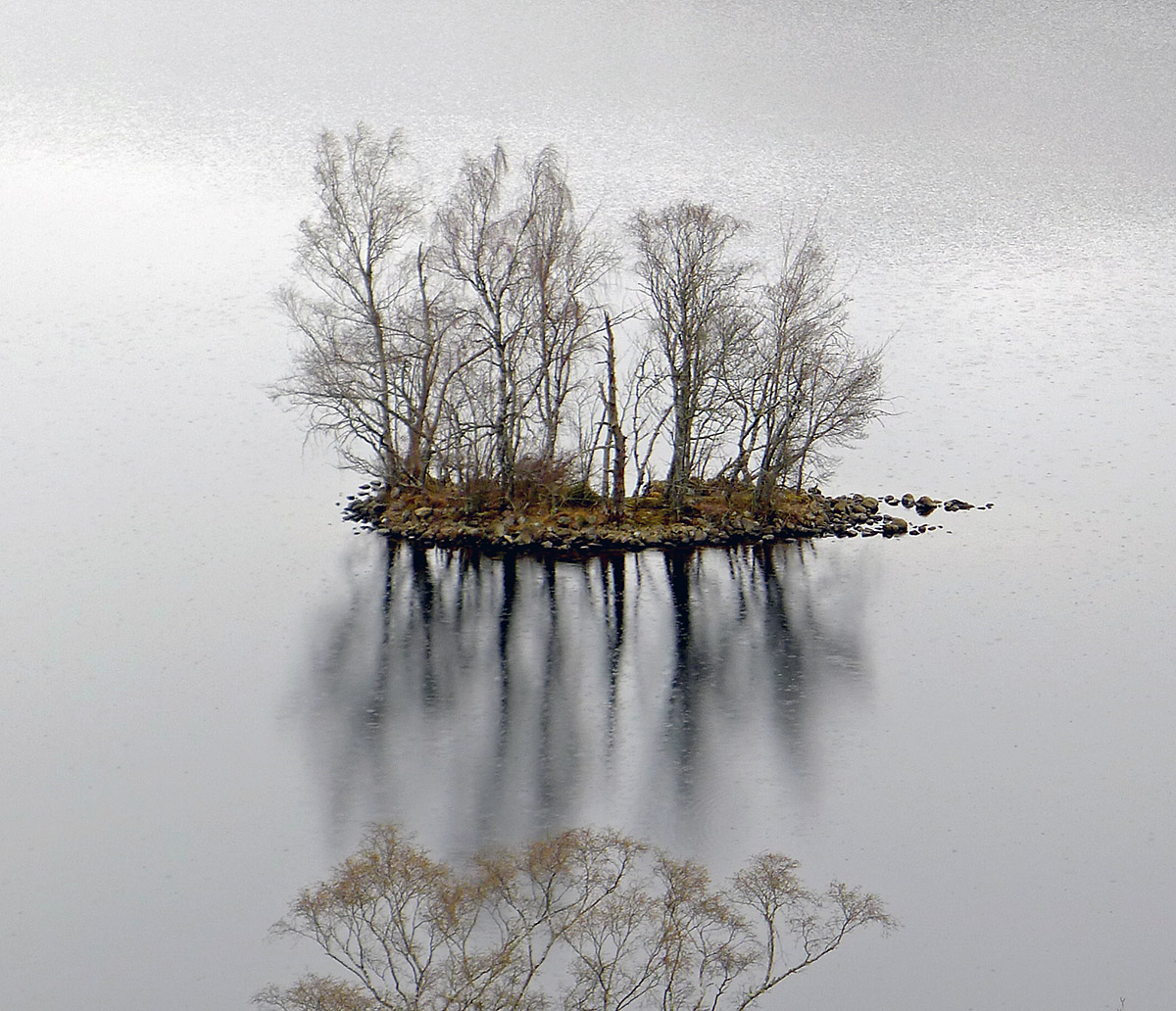
Crannog im Loch Achilty in Ross-shire

Ein Crannóg (irischer Plural: crannóga) ist eine aus Baumstämmen, Sand und Steinen errichtete runde künstliche Insel. Crannógs wurden in Irland und den nordwestlichen Teilen der Britischen Inseln vom Neolithikum an errichtet und vereinzelt bis ins Hochmittelalter genutzt. Der Name kommt aus dem Irischen, wo crann den Baum oder Balken bezeichnet.
Teilweise wurden auf Crannógs Gebäude erbaut. Seltener wurden natürliche Inseln mit Mauerwerk zu Crannógs ausgebaut. Beispiele sind Doon Fort im „Lough Doon“ im County Donegal und der Crannóg im Lough-Na-Crannagh im County Antrim.

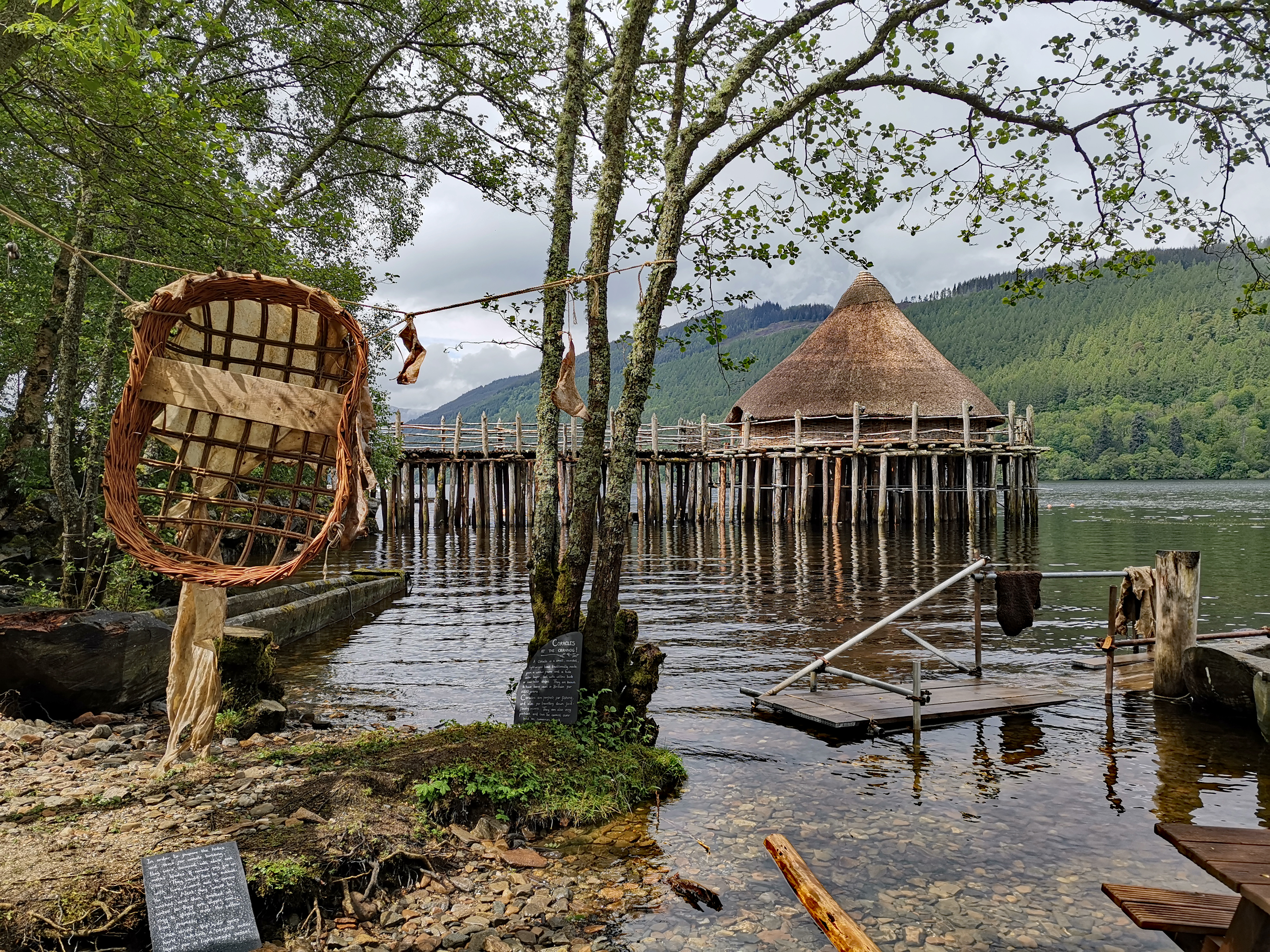
Nachbau: Crannóg im Loch Tay

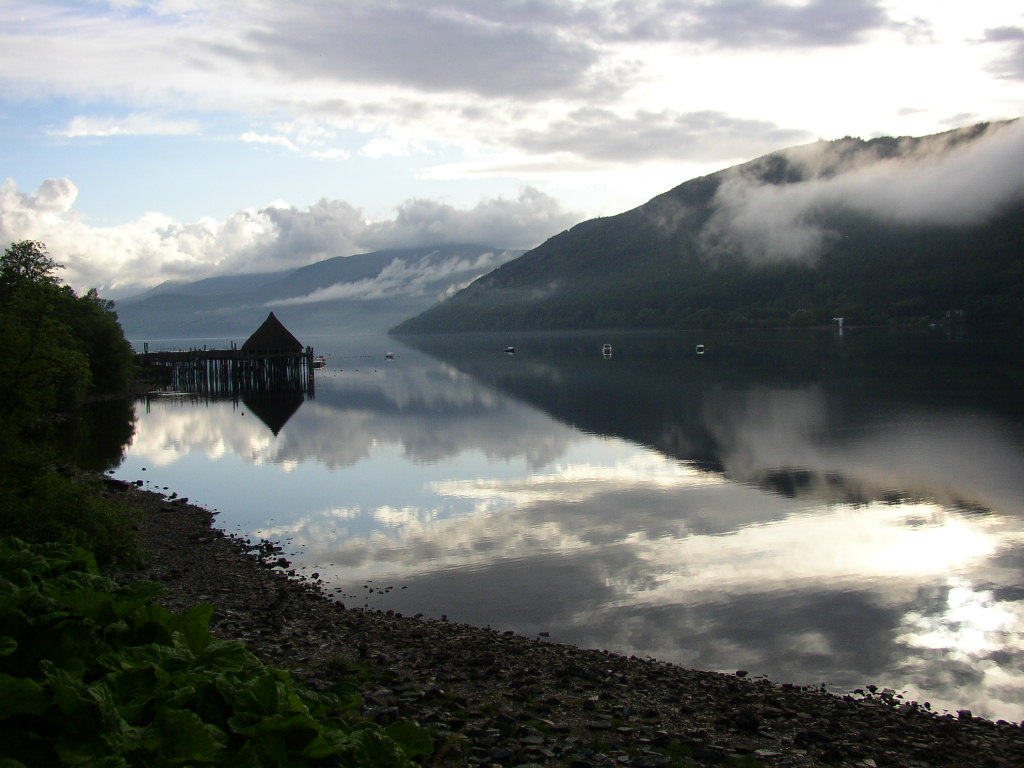
Nachbau: Crannóg im Loch Tay

## Verbreitung
Mehrere hundert (geschätzt werden 3000) Crannógs sind aus Irland, von den Hebriden (Coll, Islay, Mull, North Uist und Tiree) und vom schottischen Festland bekannt. Wenige finden sich auf Orkney und den Shetlandinseln. Ein einziges Exemplar, der Llan-Gors Crannóg, wurde 1868 in Wales im Llangorse Lake, dem höchstgelegenen See von Südwales, im Brecon-Beacons-Nationalpark in den Black Mountains gefunden.

## Forschungsgeschichte in Irland und Nordirland

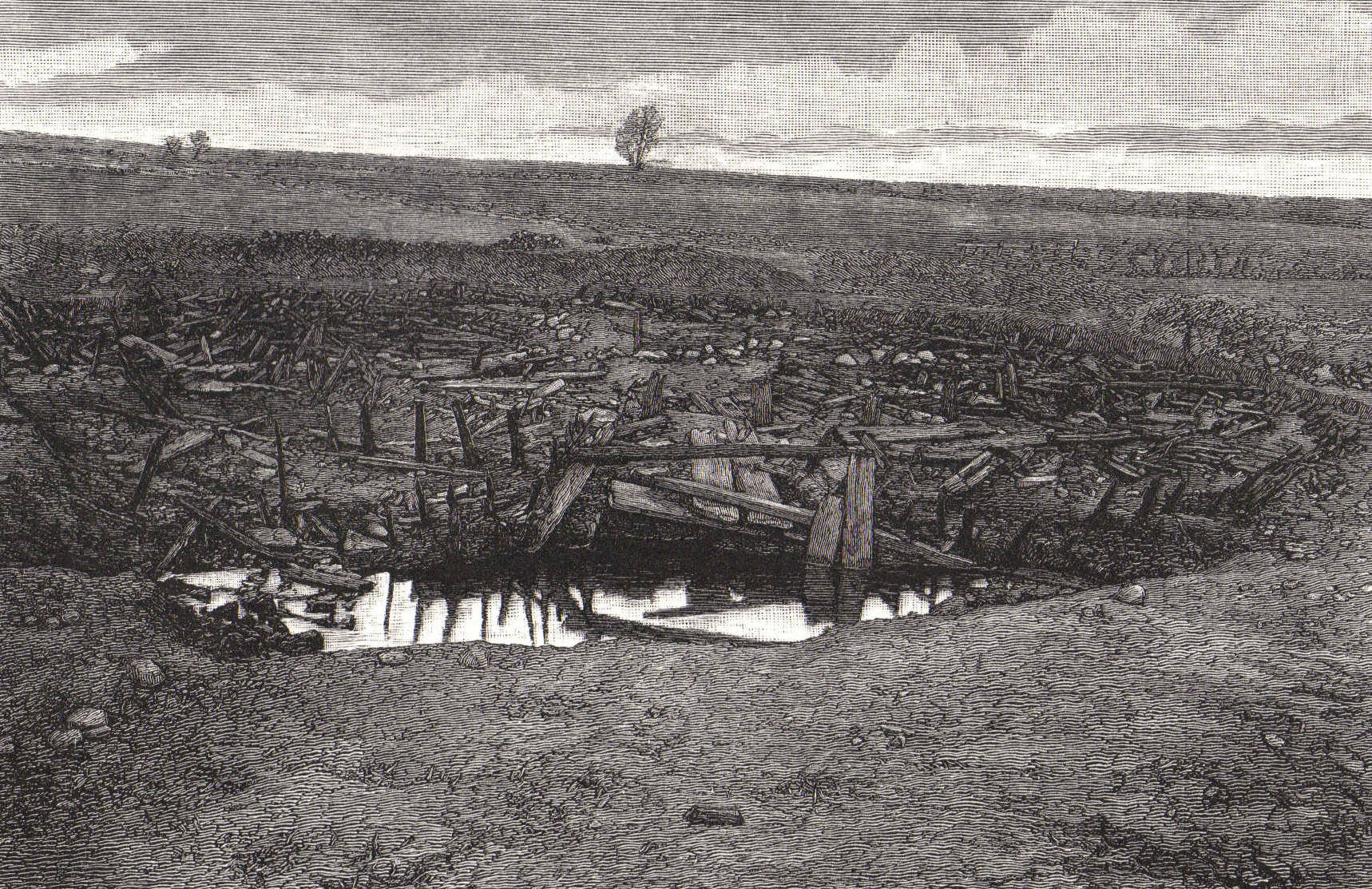
Ausgrabung des Crannóg im Buiston Loch im Jahre 1881

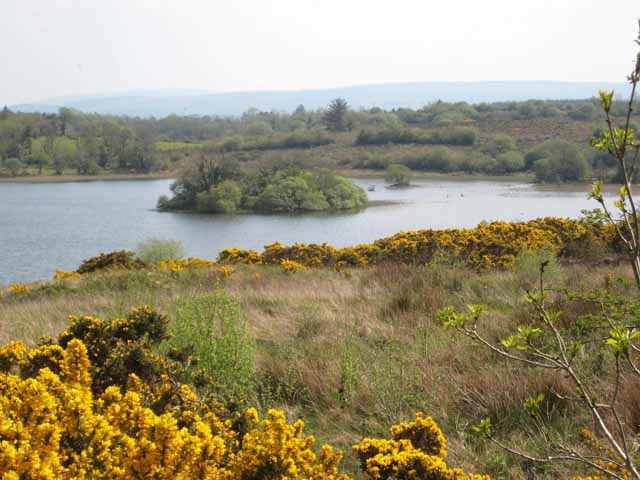
Crannóg im Carrigeencor Lough im County Leitrim

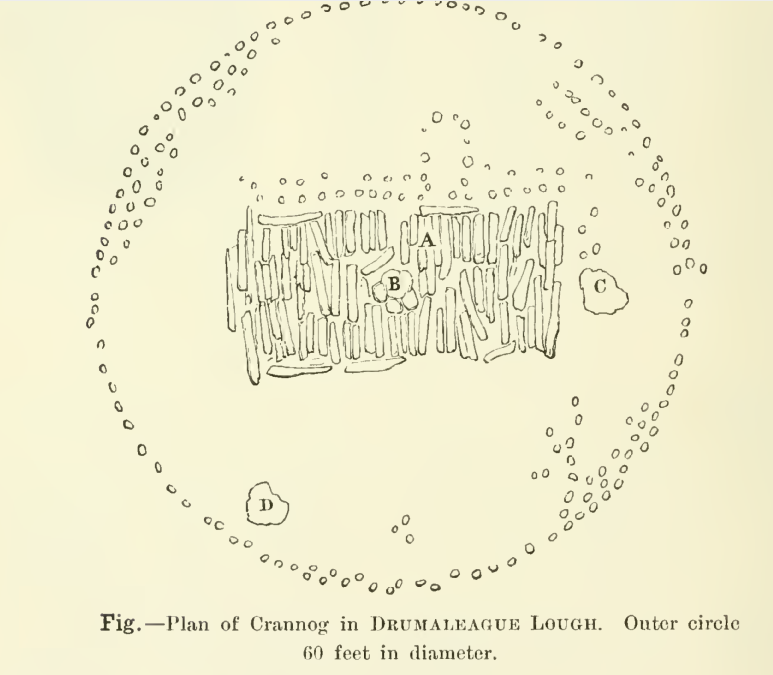
Plan des Drumaleague Crannog im County Leitrim

Das Goldene Zeitalter der Crannóg-Forschung war das späte 19. Jahrhundert, als irische Forscher sie ausgruben und beschrieben. Viele Crannógs wurden während der großen Drainagen in den Feuchtgebieten der Lakelands entdeckt. Weil die Seeniveaus abgesenkt wurden, traten viele kleine Inseln und Steinhügel aus dem Wasser.
Zwischen 1839 und 1848 beschrieb William Wilde (1815–1876) die archäologischen Entdeckungen auf dem Crannóg von Lagore in der Nähe von Dunshaughlin im County Meath. Gelehrte wie William Frederick Wakeman (1822–1900) und George Kinahan waren besonders aktiv und erfassten und beschrieben die irischen Crannógs systematisch. Vor 1886 hatten irische Archäologen mindestens 220 Crannógs entdeckt und William Gregory Wood-Martin (1847–1917) veröffentlichte sein Standardwerk The lake dwellings of Ireland: or, Ancient lacustrine habitations of Erin, commonly called crannogs. Er veröffentlichte auch die erste Zeichnung einer Rekonstruktion (von W. Wakeman).
Crannógs sind besonders schwierig zu untersuchende Plätze. Nur wenige sind in jüngerer Zeit umfassend ausgegraben worden. In den 1930er Jahren wurden vier untersucht: Lagore, im County Meath, Ballinderry Nr. 1, im County Westmeath, Ballinderry Nr. 2, im County Offaly und Knocknalappa im County Clare. Neuere Ausgrabungen fanden im Lough Faughan und in Loughislandreevy, beide im County Down Nordirland und in Rathtinaun im Lough Gara, im County Sligo statt. Die ab 2011 erfolgte Ausgrabung des zwischen 900 und 1600 genutzten Crannóg von Drumclay im Lough Erne im County Fermanagh in Nordirland erbrachte eine Fülle von Erkenntnissen über den Bau und die Nutzung solcher Plätze.

### Irland

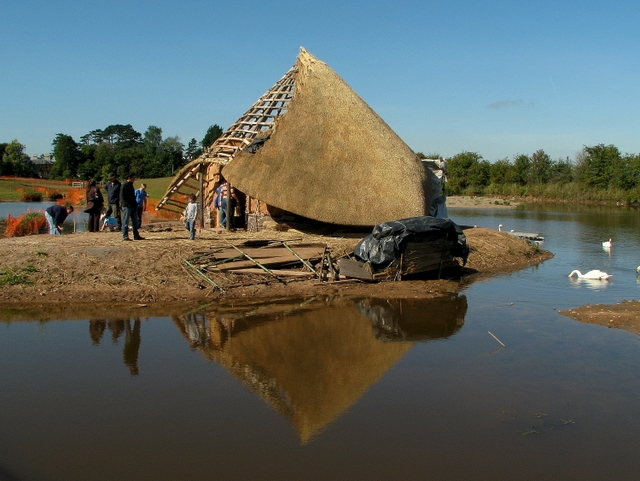
Rekonstruktion eines Crannógs im Castle Espie Wetland Centre bei Comber in Nordirland

William G. Wood-Martin (1847–1917), William Wilde (1815–1876) und William F. Wakeman (1822–1900) waren die ersten, die im 19. Jahrhundert in Irland Crannógforschung betrieben.
Die geographische Verteilung der geschätzt etwa 2000 irischen Crannógs (viele sind unentdeckt) erstreckt sich hauptsächlich über die Seen der Midlands zwischen den Countys Mayo und Monaghan. Crannógs werden eher in kleineren Seen gefunden und liegen selten in den großen Flussseen des Shannon (Lough Ree etc.). Schwerpunkte finden sich in den Drumlin-Seen der Countys Cavan, Leitrim, Monaghan und Roscommon. Ansammlungen liegen auch im Castlebar Lough (County Mayo) und im Lough Gara im County Sligo. In der nordirischen Provinz Ulster liegen sie in einem Gürtel, der sich vom County Fermanagh durch Südtyrone und das County Armagh bis ins mittlere County Down erstreckt. Selbst seenreiche Regionen im östlichen Irland, wie das County Westmeath, und der Süden der Insel haben geringe Zahlen.
Bei der in den 1950er Jahren erfolgten Absenkung des Wasserspiegels im Lough Gara, im County Sligo kamen 360 dicht beieinander liegende Crannógs an die Oberfläche, die zwischen 200 v. Chr. und 1000 n. Chr. entstanden bzw. genutzt wurden. Die meisten wurden während der 2. Crannóg-Periode, 500–1.200 n. Chr., gebaut.

### Schottland
Die meisten Crannógs sind zumindest teilartifiziell. In vielen Fällen wurden Crannógs komplett aus großen Materialmengen geschaffen, die dem Grund des Sees aufliegen. In wenigen Fällen wurden kleine Inseln oder natürliche Aufschlüsse nur geringfügig vergrößert. Das Ergebnis war immer eine kleine Insel, deren Oberfläche über dem Wasserspiegel von Seen (Crannóg von Oakbank) oder Meeresbuchten (Eriska Crannóg) liegt. Weitere Kennzeichen für Crannógs sind Dämme zum Ufer und Anlegestellen, vertikal eingerammte hölzerne Pfähle, die als Palisade die Insel umgeben, und angehäufter Abfall.
Crannógs sind rund oder oval, unterscheiden sich jedoch in der Größe stark. Die durchschnittlichen Durchmesser liegen zwischen 15 und 30 m, obwohl es sowohl größere als auch kleinere Ausnahmen gibt. Die verwendeten Materialien variieren in Schottland. Auf den Hebriden sind sie primär aus Stein gebaut, während sie auf dem Festland überwiegend aus Holz sind. In der Regel benutzten die Menschen Materialien, die lokal vorhanden sind.
Die Archäologen kennen zwei Arten von Crannógs: Man hat entweder eine solide Basis als Insel oder einen Pfahlbau. Dieser spätere Typ stand über dem Wasser und war wesentlich größer. Ausgrabungen haben gezeigt, dass Crannógs zwischen dem Ende der Jungsteinzeit (2000 v. Chr.) und der frühen Periode der historischen Pikten und Skoten verwendet wurden.

## Chronologie
Ursprünglich glaubten die Archäologen, dass die Crannogs aus der Eisenzeit stammten, etwa um 800 v. bis 43 A.D. Diese Einschätzung ist seit Armits Ausgrabungen in den 1980er Jahren überholt. Eilean Dhomhnaill im Loch Olabhat auf der schottischen Insel North Uist ist vielleicht der älteste Crannóg. Die Keramik-Art Unstan Ware und 14C-Daten belegen seine jungsteinzeitliche Entstehung zwischen 3.650 und 2.500 v. Chr. Der Crannóg im Loch Bhorgastail wurde 2017 ebenfalls in die Jungsteinzeit datiert. In Schottland endet die Nutzung von Crannógs vereinzelt erst im 17. Jahrhundert. Die Priorate-Insel im Loch Tay war eine Clanhochburg, die auf den Überresten eines Crannógs errichtet wurde. Die Campbells von Glen Orchy bauten im 16. Jahrhundert ein Fort, dessen Ruine noch steht, auf der Insel. Es ist überliefert, dass König Alexander I. (1078–1124 n. Chr.) die Insel 1122 n. Chr. den Mönchen von Scone Abbey überließ, nachdem Königin Sybilla, wie vermutet wird, im Kloster der Insel gestorben war.
Derzeit gehen Archäologen davon aus, dass es zwei CrannogArten gibt. Der eine ist eine Insel, der andere ist eine erhöhte Struktur, wie ein Pfahlbau, der wesentlich höher war und über dem Wasser stand.

## Bauweise
In Seen und Sümpfen wurde durch Gehölz und Steine und durch das Einrammen von Pfählen als Randbefestigung eine runde oder selten ovale künstliche Insel (von selten mehr als 20 m Durchmesser) geschaffen. Die bis zu drei darauf errichteten Hütten waren ebenfalls rund. Ihre Wände bestanden aus geflochtenen Ästen und Zweigen und wurden mit Lehm abgedichtet. Das Dach war aus Reet oder Stroh. Im Inneren befand sich eine Feuerstelle (im Moynagh Lough Crannóg und im Lagore Crannóg auch ein Schmiedefeuer).
Crannógs hatten gelegentlich Zuwegungen über Dämme aus Stein oder Hölzern, die auch unterhalb der Wasserlinie verliefen oder durch Seespiegelveränderung überflutet wurden. Da sie nicht geradlinig verliefen, waren sie für Unkundige nicht einfach zu passieren. Ansonsten bestand der einzige Zugang zu einem Crannóg per Boot. Mehrere besaßen Hellinge, wo Boote an Land gezogen werden konnten. Einbäume wurden bei vielen Crannógs gefunden, so bei der in den 1930ern erfolgten Ausgrabung von Ballinderry No. 2 im County Offaly.

## Handwerk und Industrie
Wahrscheinlich waren die Crannógs handwerkliche Produktionsstätten. Auf vielen wurden Hölzer von Eiche, Eibe, Erle, Hasel und Weide gefunden, die wichtige Rohstoffe waren. Es wurden auch Holzartefakte, wie Eimer, Löffel, Schöpflöffel und gedrehte Schüsseln sowie gelegentlich Stücke verzierten Holzes oder verzierte Knochen entdeckt. Auf anderen Crannógs produzierte man Gewebe oder Schmuck. Wahrscheinlich handelte es sich in allen Fällen um Prestigegüter. Auf dem Crannóg von Ardakillen im County Roscommon fanden sich Handschellen und Ketten, daher wird angenommen, dass hier Geiseln gefangen gehalten wurden.

## Heutige Beispiele
Die Überreste von Crannógs werden noch heute als baumbewachsene Inseln in den Seen gefunden. Nicht selten sind sie mit Duns oder Raths vergesellschaftet (Lisleitrim, County Armagh). Besonders einprägsam sind rekonstruierte Crannógs:
- Irland
  - Craggaunowen, Co. Clare
  - Ferrycarrig, Co. Wexford
- Nordirland
  - Ulster History Park, Co. Tyrone
- Schottland
  - Scottish Crannóg Centre am Loch Tay
  - Sieben Crannógs im Tal von Kilmartin
  - Crannógs auf der Insel Coll
  - Cherry Island im Loch Ness
  - Crannóg im Black Loch
  - Crannóg im Buiston Loch
  - Crannóg im Loch of Wasbister
- Wales
  - Welsh Crannóg Centre am Llangors Lake

### Schottland
- Nicholas Dixon: The history of crannog survey and excavation in Scotland. In: International Journal of Nautical Archaeology. Band 20, Nummer 1, 1991, S. 1–8, doi:10.1111/j.1095-9270.1991.tb00289.x.
- Duncan Garrow, Fraser Sturt: Neolithic crannogs: rethinking settlement, monumentality and deposition in the Outer Hebrides and beyond. In: Antiquity. Band 93, Nummer 369, S. 664–684, doi:10.15184/aqy.2019.41.
- Ian Morrison: Landscape with lake dwellings. The crannogs of Scotland. Edinburgh University Press, Edinburgh 1986, ISBN 0-85224-522-X.
- Robert Munro: Ancient Scottish lake-dwellings or crannogs. With a supplementary chapter on remains of lake-dwellings in England. David Douglas, Edinburgh 1882, (Digitalisat).

### Irland
- John Bradley: Excavations at Moynahg Lough, County Meath. In: Journal of the Royal Society of Antiquaries of Ireland. Band 121, 1991, S. 5–26, JSTOR:25509002.
- John Bradley: Moynagh Lough, Brittas. In: Isabel Bennett (Hrsg.): Excavations 1998. Summary accounts of archaeological excavations in Ireland. Wordwell, Bray 2000, ISBN 1-869857-35-6, S. 161–162.
- Christina Fredengren: Lough Gara through time. In: Archaeology Ireland. Band 12, Nummer 1, 1998, S. 31–33, JSTOR:20562406.
- Christina Fredengren: Crannogs. A Study of People’s Interaction with Lakes, with Particular Reference to Lough Gara In the North-West of Ireland. Wordwell, Bray 2002, ISBN 1-869857-56-9, (Zugleich: Stockholm, Universität, Dissertation, 2003).
- Eamonn P. Kelly: Observations on Irish lake-dwellings. In: Catherine Karkov, Robert Farrell (Hrsg.): Studies in insular art and archaeology (= American Early Medieval Studies. 1). American Early Medieval Studies u. a., Oxford OH 1991, ISBN 1-879836-00-9, S. 81–98.
- Aidan O’Sullivan: Crannogs. Lake-dwellings of early Ireland. Country House, Dublin 2000, ISBN 1-86059-091-8.
- Aidan O’Sullivan: Crannogs in early medieval Ireland. Four Courts, Dublin 2005, ISBN 1-85182-927-X.
- Seán P. Ó Ríordáin: Antiquities of the Irish Countryside. 5. Auflage. Methuen, London u. a. 1987, ISBN 0-416-85630-6, S. 89ff.
- William Gregory Wood-Martin: Lake dwellings of Ireland: Or Ancient Lacustrine Habitations of Erin, Commonly Called Crannogs. Hodges, Figgis & Co. u. a., Dublin u. a. 1886, (Digitalisat).